# サーバートン
サーバートン（Sir Barton、1916年 - 1937年）とは、1918年から1920年にかけて活躍したアメリカ合衆国の競走馬である。
1919年に史上初の現行アメリカクラシック三冠を達成した。

## 戦績
サーバートンは1916年にケンタッキー州で生まれる。そこそこの良血馬で、父がアメリカリーディングサイアー5回を獲得したスターシュート、母がレディースターリングであった。生産者であるジョン・エドワード・マッデンとヴィヴィアン・グーチはこの仔馬を1918年にカナダ人のビジネスマン、ジョン・ケネス・ラソン・ロスに1万ドルで販売している。そしてH.G.ベドウェルに調教を受けることになった。
デビュー戦は2歳の6月に出走したトレモントステークスで、ここを6着に敗退した。以後も惨敗続きで、フューチュリティステークスで2着に入ったのが唯一の好走であり、それ以外はすべて大差で負けるという芳しくないものであった。
しかし、翌年サーバートンはケンタッキーダービーに出走し2番人気に推された。もっとも、これは僚馬ビリーケリーが注目されていたからであり（欧米では馬主単位で馬券が発行されるため、ビリーケリーとサーバートンで1つの馬券になる）、サーバートンはビリーケリーのペースメーカーに過ぎなかった。だが、結果はサーバートンがビリーケリーを5馬身差突き放し圧勝してしまった。ケンタッキーダービーがサーバートンの初勝利である。そして4日後にプリークネスステークスを4馬身差で連勝、さらにベルモントステークスにも5馬身差で楽勝、史上初の現アメリカ三冠を達成した（ただしこの時点でのアメリカは三冠体系が整っていなかったため、サーバートンが三冠馬と呼ばれるようになったのはもっと後になってからである）。この年、米年度代表馬に選出されている。
サーバートンは4歳になっても活躍し、サラトガハンデキャップではレコードでエクスターミネーターを破っている。だが、ケニルワースパークゴールドカップ（マンノウォーとのマッチレース）でマンノウォーの前に敗れてしまった。このため現在サーバートンが最強馬と呼ばれることは皆無である。レースはマンノウォーが先行し、その1馬身後方をサーバートンが追いかける展開、だがその差は縮まることはなくマンノウォーが7馬身差でゴールし、完敗となった。
その後3戦したが、3・3・2着と勝てずに引退した。

### 年度別競走成績
1918年（6戦0勝）
1919年（13戦8勝）
ケンタッキーダービー、プリークネスステークス、ベルモントステークス、ウィザーズステークス
1920年（12戦5勝）
サラトガハンデキャップ、ドミニオンハンデキャップ、マーチャンツ&シッツハンデキャップ

## 引退後
引退後は種牡馬入りしたが、それほどの成功を収めることはなかった。代表産駒にケンタッキーオークスに優勝したイースターストッキングがいる。
種牡馬引退後は米国陸軍の軍馬となったのち、1937年に死亡し、ララミー山脈の山麓にある牧場に埋葬された。現在、サーバートンを記念する記念碑がワイオミング州コンバースカウンティーのワシントンパークにある。

## 評価

### 年度代表馬
- 1919年 - 年度代表馬受賞

### 表彰
- 1957年 - アメリカ競馬名誉の殿堂博物館に殿堂馬として選定される。
- 1976年 - カナダ競馬名誉の殿堂に選定される。
- 1999年 - ブラッド・ホース誌の選ぶ20世紀のアメリカ名馬100選において49位に選ばれる。
- ウッドバイン競馬場にサーバートンの名を冠した「サーバートンステークス」が設立されている。
- ケンタッキー州レキシントンには名競走馬の名を冠した通りがいくつかあり、その中のひとつに「サーバートンウェイ」が存在している。

## 血統表
| サーバートンの血統（アイソノミー系 / Sterling4×3=18.75% Vandal5×5=6.25%（母内）） | サーバートンの血統（アイソノミー系 / Sterling4×3=18.75% Vandal5×5=6.25%（母内）） | サーバートンの血統（アイソノミー系 / Sterling4×3=18.75% Vandal5×5=6.25%（母内）） | （血統表の出典）     | （血統表の出典）     |
| 父 Star Shoot 1898年 栗毛                                                         | 父の父Isinglass 1890年 鹿毛                                                       | Isonomy                                                                           | Sterling             | Sterling             |
| 父 Star Shoot 1898年 栗毛                                                         | 父の父Isinglass 1890年 鹿毛                                                       | Isonomy                                                                           | Isola Bella          |                      |
| 父 Star Shoot 1898年 栗毛                                                         | 父の父Isinglass 1890年 鹿毛                                                       | Dead-Lock                                                                         | Wenlock              | Wenlock              |
| 父 Star Shoot 1898年 栗毛                                                         | 父の父Isinglass 1890年 鹿毛                                                       | Dead-Lock                                                                         | Malpractice          |                      |
| 父 Star Shoot 1898年 栗毛                                                         | 父の母Astrology 1887年 栗毛                                                       | Hermit                                                                            | Newminster           | Newminster           |
| 父 Star Shoot 1898年 栗毛                                                         | 父の母Astrology 1887年 栗毛                                                       | Hermit                                                                            | Seclusion            |                      |
| 父 Star Shoot 1898年 栗毛                                                         | 父の母Astrology 1887年 栗毛                                                       | Stella                                                                            | Brother to Strafford | Brother to Strafford |
| 父 Star Shoot 1898年 栗毛                                                         | 父の母Astrology 1887年 栗毛                                                       | Stella                                                                            | Toxophilite Mare     |                      |
| 母 Lady Sterling 1899年 栗毛                                                      | 母の父Hanover 1884年 栗毛                                                         | Hindoo                                                                            | Virgil               | Virgil               |
| 母 Lady Sterling 1899年 栗毛                                                      | 母の父Hanover 1884年 栗毛                                                         | Hindoo                                                                            | Florence             |                      |
| 母 Lady Sterling 1899年 栗毛                                                      | 母の父Hanover 1884年 栗毛                                                         | Bourbon Belle                                                                     | Bonnie Scotland      | Bonnie Scotland      |
| 母 Lady Sterling 1899年 栗毛                                                      | 母の父Hanover 1884年 栗毛                                                         | Bourbon Belle                                                                     | Ella D.              |                      |
| 母 Lady Sterling 1899年 栗毛                                                      | 母の母Aquila 1891年                                                               | Sterling                                                                          | Oxford               | Oxford               |
| 母 Lady Sterling 1899年 栗毛                                                      | 母の母Aquila 1891年                                                               | Sterling                                                                          | Whisper              |                      |
| 母 Lady Sterling 1899年 栗毛                                                      | 母の母Aquila 1891年                                                               | Eagle                                                                             | Phoenix              | Phoenix              |
| 母 Lady Sterling 1899年 栗毛                                                      | 母の母Aquila 1891年                                                               | Eagle                                                                             | Au Revoir F-No.9     |                      |